# Mesomys
Mesomys (Wagner, 1845) è un genere di roditori della famiglia degli Echimiidi.

## Descrizione

### Dimensioni
Al genere Mesomys appartengono roditori di medie e grandi dimensioni, con la lunghezza della testa e del corpo tra 150 e 200 mm, la lunghezza della coda tra 113 e 220 mm e un peso fino a 220 g.

### Caratteristiche craniche e dentarie
Il cranio è molto corto e presenta un rostro largo e la regione inter-orbitale con i margini elevati e paralleli.
Sono caratterizzati dalla seguente formula dentaria:

### Aspetto
La pelliccia è densa e spinosa. Le parti dorsali sono generalmente brunastre con i peli spinosi bicolori che donano un aspetto generale brizzolato, mentre le parti ventrali sono giallo-brunastre o bianche. Il muso è appuntito, gli occhi sono grandi mentre le orecchie sono corte ed arrotondate. I piedi sono corti e larghi, le piante sono provviste di grossi cuscinetti carnosi. La coda è più lunga della testa e del corpo, è uniformemente marrone scura e termina con un corto ciuffo di peli.

## Distribuzione
Sono roditori arboricoli diffusi nell'America meridionale.

## Tassonomia
Il genere comprende 4 specie.
- Mesomys hispidus
- Mesomys leniceps
- Mesomys occultus
- Mesomys stimulax